# Monastero di Santa Chiara (Genova)
Il complesso monastico e la chiesa di Santa Chiara sono luoghi di culto cattolici situati nel quartiere di San Martino, in salita Superiore della Noce, nel comune di Genova nella città metropolitana di Genova. L'edificio è ubicato nei pressi della chiesa parrocchiale di San Martino d'Albaro.

## Storia

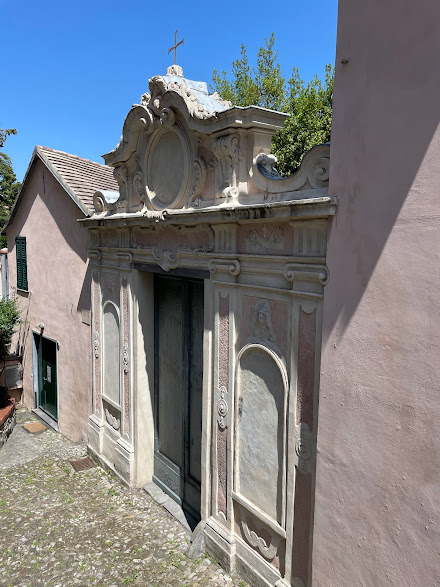
Particolare del portale presso il monastero

Il monastero fu fondato nel 1299, con la denominazione di San Nicolò de Hirchis, a seguito di una disposizione testamentaria, datata 24 giugno 1295, con la quale Tedisio Camilla, alto prelato della Curia romana e cappellano di papa Innocenzo IV, dispose la costruzione di un monastero in una sua proprietà che si trovava nei pressi della chiesa di San Martino.
Fino alla fine del XV secolo nel monastero risiedettero le monache cistercensi, alle quali seguirono le clarisse, che vi rimasero quasi ininterrottamente fino al 1999, salvo alcuni periodi di assenza per vicende belliche o per i decreti di soppressione degli ordini religiosi emanati nell'Ottocento.
Il monastero fu ampliato nel 1525, arrivando ad ospitare fino a cento religiose, ridotte a quaranta alla metà dell'Ottocento e solo cinque al momento della chiusura nel 1999. L'attigua chiesa conserva affreschi Domenico Fiasella, nonché dipinti cinquecenteschi di Luca Cambiaso (Battesimo di Gesù, Deposizione di Cristo e Dio Padre Benedicente), Giovanni Battista Carlone (Transito di santa Chiara), Giovanni Agostino Ratti (Madonna del Rosario) e seicenteschi di Giuseppe Palmieri e Francesco Costa.

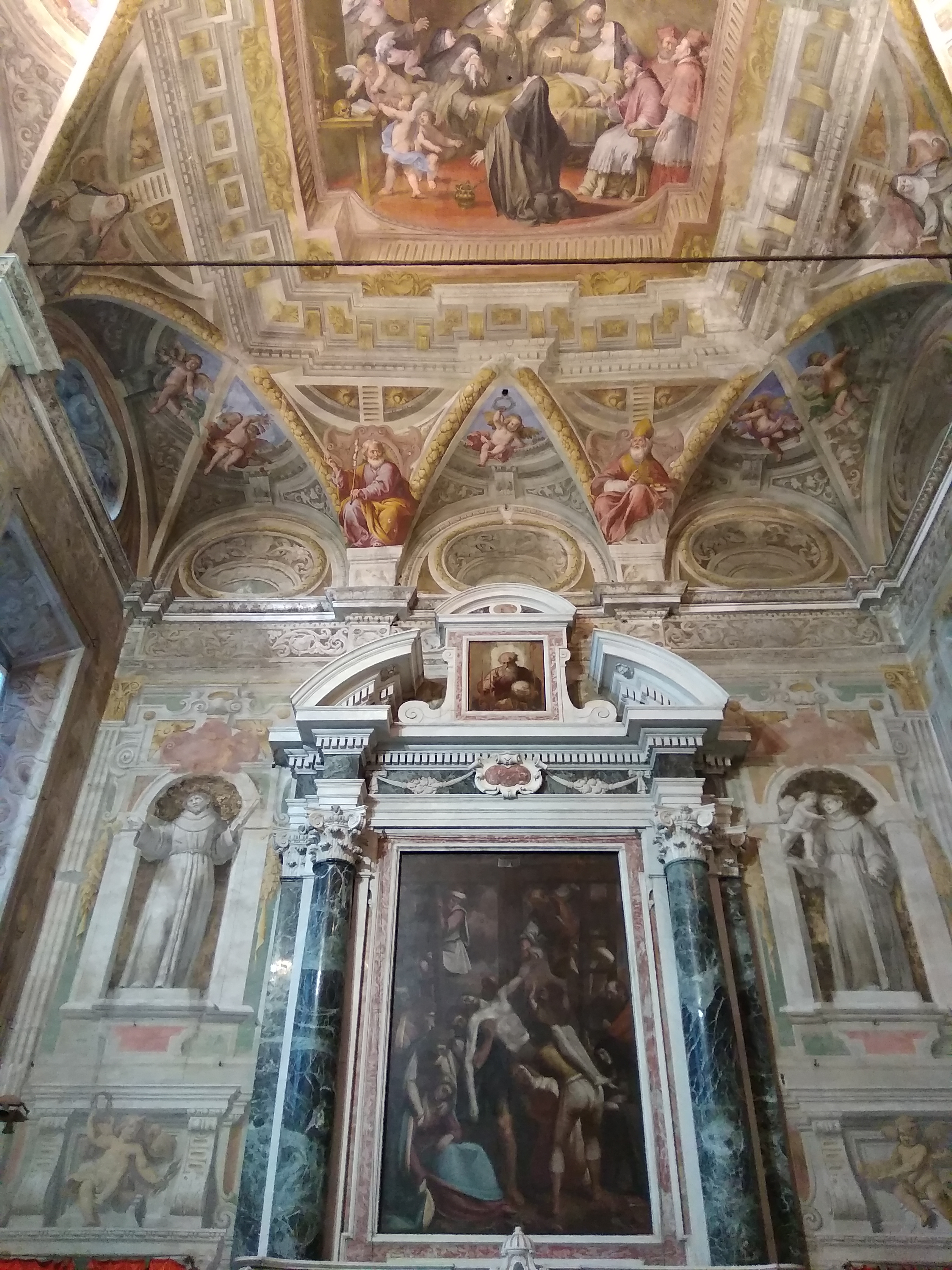
La Deposizione di Cristo di Luca Cambiaso e parte della volta sopra all'altare

Oggi, ristrutturato, il complesso è utilizzato come spazio pubblico per conferenze e concerti (la chiesa dispone infatti di un'acustica eccezionale, che la rende particolarmente adatta a questo scopo).

## Presenza religiosa
Vi risiederono all'inizio le monache cistercensi. Furono allontanate per aver eletto una badessa che non fu accettata dalla famiglia Camilla.
Vi fece seguito la presenza delle clarisse. Anche queste, però, furono più volte costrette ad abbandonare il monastero in seguito a vicende belliche o per effetto di decreti di soppressione dell'ordine.
Il 21 novembre 1999, esattamente settecento anni dopo la fondazione, le ultime cinque clarisse hanno lasciato il monastero.